# Vulpiella stipoides
Vulpiella stipoides är en gräsart som först beskrevs av Carl von Linné, och fick sitt nu gällande namn av René Charles Maire. Vulpiella stipoides ingår i släktet Vulpiella och familjen gräs. Inga underarter finns listade i Catalogue of Life.